# Ourozeuktes bopyroides
Ourozeuktes bopyroides là một loài chân đều trong họ Cymothoidae. Loài này được Lesueur miêu tả khoa học năm 1814.